# ريج ألكوك
ريج ألكوك هو سياسي كندي، ولد في 16 أبريل 1948 في وينيبيغ في كندا، وتوفي في 14 أكتوبر 2011 بسبب نوبة قلبية. حزبياً، نشط في الحزب الليبرالي الكندي. وقد انتخب رئيس مجلس وزارة المالية ‏ وانتخب Minister responsible for the Canadian Wheat Board ‏ (12 ديسمبر 2003 – 5 فبراير 2006).